# Naturentwicklungsgebiet Abramka
Das Naturschutzgebiet Naturentwicklungsgebiet Abramka gehört zum Biosphärenreservat Spreewald und liegt auf dem Gebiet der Gemeinde Alt Zauche-Wußwerk im Landkreis Dahme-Spreewald in Brandenburg.
Das Gebiet mit der Kenn-Nummer 1288 wurde mit Verordnung vom 22. September 2014 unter Naturschutz gestellt. Das rund 101,7 ha große Naturschutzgebiet erstreckt sich südöstlich von Alt Zauche, einem Ortsteil der Gemeinde Alt Zauche-Wußwerk, entlang von Abramka und Polenzoa. Am südlichen Rand verläuft das Große Fließ, ein rechter Nebenfluss der Spree, nördlich verläuft das Nordfließ.

## Bedeutung
Schutzzweck des Naturschutzgebietes ist es, „die Funktion einer Kernzone innerhalb des „Biosphärenreservates Spreewald“ zu erfüllen. Es werden insbesondere naturnahe Erlenbruch- und Erlen-Eschen-Wälder auf Niedermoorstandorten der direkten menschlichen Einflussnahme entzogen und der natürlichen Entwicklung überlassen.“